# Muscidifurax zaraptor
Muscidifurax zaraptor is een vliesvleugelig insect uit de familie Pteromalidae. De wetenschappelijke naam is voor het eerst geldig gepubliceerd in 1970 door Kogan & Legner.